# .gal
El dominio .gal es un dominio de internet patrocinado para Galicia y su cultura —similar a los dominios .cat o .eus—. La primera página web se inauguró en mayo de 2014.
Lo promueve la Asociación Puntogal, una asociación sin ánimo de lucro constituida el 10 de junio de 2006. Está presidida por Manuel González González, director del Instituto da Lingua Galega y secretario de la Real Academia Gallega. Varias decenas de entidades gallegas se han adherido a la iniciativa de la asociación, entre ellas la Real Academia Gallega, la Universidad de Santiago de Compostela, la televisión autonómica gallega o la secretaria general de Política Lingüística de la Junta de Galicia, Marisol López.

## Cronología
- Fue aprobado por la ICANN el 14 de junio de 2013.[2]
- La ICANN activó el primer dominio .gal (nic.gal) y transfirió su gestión a la Asociación Puntogal el 12 de abril de 2014.[3]
- El 25 de julio (Día Nacional de Galicia) de 2014 entran en funcionamiento los primeros 93 dominios .gal.
- El 2 de diciembre se abre el registro libre.